# Towne Shopper
Towne Shopper war eine US-amerikanische Automobilmarke, die nur 1948 von der International Motor Car Company in San Diego (Kalifornien) gebaut wurde.

## Beschreibung
Der kleine, zweisitzige Runabout hatte eine Aluminiumkarosserie ohne Türen. Vorne war der Kofferraum untergebracht und unter der hinteren Abdeckung war ein Zweizylinder-Boxermotor von Onan eingebaut, der aus 636 cm³ Hubraum eine Leistung von 10,6 bhp (7,8 kW) schöpfte. Die Motorkraft wurde über ein manuelles Zweiganggetriebe mit automatischer Kupplung an die Hinterräder weitergeleitet. Der Radstand des 2946 mm langen Fahrzeuges betrug 1600 mm.
Wie der Name bereits sagt, war der Towne Shopper für kurze Einkaufsfahrten in der Stadt gedacht.